# Пентафторбензойная кислота
Перфторбензойная кислота — органическое вещество, перфторпроизводное бензойной кислоты. Применяется для синтеза частично фторированных производных бензойной кислоты, а также как источник пентафторфенильного фрагмента в органическом синтезе.

## Получение
Пентафторбензойная кислота коммерчески доступна. Её можно получить из металлоорганического реагента (пентафторфениллития или пентафторфенилмагнийгалогенида) и диоксида углерода. Металлоорганический реагент, в свою очередь, получают из пентафторбензола, бромпентафторбензола или иодпентафторбензола. Также к пентафторбензойной кислоте приводит окисление пентафторфенилэтилена перманганатом калия.
Прямое фторирование 2,4-дифторбензойной кислоты смесью фтора (10 об. %) и азота в серной кислоте при комнатной температуре даёт целевой продукт с выходом всего 5 %. Также пентафторбензойную кислоту удалось получить с выходом в 25 % при гидролизе пентафтортолуола под действием серной кислоты.

## Строение и физические свойства
Пентафторбензойная кислота представляет собой бесцветные кристаллы. Она растворима в простых эфирах, спиртах, толуоле, петролейном эфире, хлористом метилене и уксусной кислоте.

## Химические свойства

### Реакции нуклеофильного замещения
Пентафторбензойная кислота как ароматическое соединение, обеднённое электронами, охотно вступает в реакции ароматического нуклеофильного замещения с различными нуклеофилами: алкоксидами, тиолятами и имидазолами. Замещение происходит преимущественно по пара-положению, а выход таких реакций обычно от умеренного до среднего.
Проводилось также селективное замещение в орто-положение пентафторбензойной кислоты. С этой целью использовался метилат магния. Такой подход открывает путь к тетрафторсалициловой кислоте и её производным. При повышенной температуре подобное орто-замещение можно провести даже дважды, получая 2,6-дизамещённый продукт.

### Реакции декарбоксилирования
Пентафторбензойная кислота является источником пентафторфенильного фрагмента. В качестве такого она вступает в реакцию Хека с декарбоксилированием. Формально этот процесс можно рассматривать как ипсо-атаку электрофильного палладиевого интермедиата и образование пентафторфенилпалладиевой частицы с удалением диоксида углерода. Аналогично происходит образование также оловянных и германиевых производных.

### Реакции гидродефторирования
Пентафторбензойная кислота является относительно доступным соединением, но гораздо больший интерес представляют собой продукты частичного фторирования бензольного кольца. Поэтому важными являются процессы селективного гидродефторирования пентафторбензойной кислоты. Так, например, при её восстановлении цинком в жидком аммиаке происходит замещение фтора на водород исключительно в пара-положении. Существуют также специфические условия для проведения подобного замещения в орто-положении.